# Anisodes rubrisecta
Anisodes rubrisecta là một loài bướm đêm trong họ Geometridae.